# Klubowy Puchar Europy w szachach (1998)
1998 – czternasty sezon Klubowego Pucharu Europy w szachach. Zwyciężył holenderski Panfox Breda.

## Uczestnicy
W nawiasie podano średni ranking Elo. Źródło: OlimpBase

- Barbican Chess Club (2353)
- Ilford Chess Club (2219)
- Invicta Knights Maidstone (2460)
- Slough Chess Club (2086)
- Admiral Sparkasse Fürstenfeld (2407)
- SK Hohenems (2378)
- K Gentse SRL (2313)
- KSK Rochade Eupen-Kelmis (2426)
- Lustige Vrijpion Leuven (2182)
- Kalijszczik Soligorsk (2472)
- Bosna Sarajewo (2585)
- GŠK Mravince-Dalmacijacement (2570)
- Gistrup SF (2306)
- Kaissa Narva (?)
- Pärnu MK (2487)
- HSK Helsinki (2324)
- CS Clichy (2514)
- SAP DEI Makedonías – Thrákis (?)
- Panfox Breda (2622)
- RMC (2337)
- North Belfast Chess Club (2081)
- Taflfélag Reykjavíkur (2431)
- Taflfélagið Hellir (2419)
- Beer Sheva Chess Club (2542)
- Elicur Petach Tikwa (2572)
- Agrouniverzal Zemun (2582)
- Goša Smederevska Palanka (2420)
- Radonja Bojović Nikšić (2485)
- Margiris Kowno (2437)
- Gambit Bonnevoie (2335)
- Tour et Cavalier Belvaux (2163)
- Alkaloid Skopje (2462)
- Oslo SS (2378)
- Randaberg SK (2124)
- Polonia PKO BP Warszawa (2575)
- Stilon Gorzów Wielkopolski (2584)
- Boavista FC (2359)
- Petersburg (2557)
- Sbierbank-Tatarstan Kazań (?)
- Bestex Nowe Zamki (2326)
- Slovan Bratysława (2468)
- Triglav Krško (2499)
- CE Genève (2363)
- SK Rockaden Stockholm (2398)
- SS Manhem (?)
- Danko-Donbas Ałczewsk (2575)
- Abergavenny Chess Club (2137)
- Nidum Liberals (2163)
- CS Surya Montecatini (2498)

## Rozgrywki

### Faza grupowa

#### Grupa 1
W Bredzie. Źródło: OlimpBase
Ćwierćfinały, 18 września 1998
| Boavista FC – Panfox Breda ½:5½               |
| Nidum Liberals – RMC 4:2                      |
| Invicta Knights Maidstone – SK Hohenems 3½:2½ |
| Alkaloid Skopje – Gistrup SF 5:1              |

O miejsca 5–8, 19 września 1998
| RMC – Gistrup SF 3:3            |
| Boavista FC – SK Hohenems 3½:2½ |

Półfinały, 19 września 1998
| Alkaloid Skopje – Invicta Knights Maidstone 1½:4½ |
| Nidum Liberals – Panfox Breda 0:6                 |

O 7. miejsce, 20 września 1998
| SK Hohenems – Gistrup SF 3:3 |

O 5. miejsce, 20 września 1998
| RMC – Boavista FC 1½:4½ |

O 3. miejsce, 20 września 1998
| Alkaloid Skopje – Nidum Liberals 5½:½ |

Finał, 20 września 1998
| Panfox Breda – Invicta Knights Maidstone 5½:½ |

| Msc | Zespół                    | M | W | R | P |
| --- | ------------------------- | - | - | - | - |
| 1   | Panfox Breda              | 3 | 3 | 0 | 0 |
| 2   | Invicta Knights Maidstone | 3 | 2 | 0 | 1 |
| 3   | Alkaloid Skopje           | 3 | 2 | 0 | 1 |
| 4   | Nidum Liberals            | 3 | 1 | 0 | 2 |
| 5   | Boavista FC               | 3 | 2 | 0 | 1 |
| 6   | RMC                       | 3 | 1 | 0 | 2 |
| 7   | SK Hohenems               | 3 | 1 | 0 | 2 |
| 8   | Gistrup SF                | 3 | 0 | 0 | 3 |

#### Grupa 2
W Bonnevoie. Źródło: OlimpBase
Ćwierćfinały, 11 września 1998
| Slough Chess Club – KSK Rochade Eupen-Kelmis 1:5 |
| SK Rockaden Stockholm – HSK Helsinki 3½:2½       |
| Gambit Bonnevoie – Tour et Cavalier Belvaux 4:2  |
| CE Genève – Beer Sheva Chess Club 2:4            |

O miejsca 5–8, 12 września 1998
| HSK Helsinki – Slough Chess Club 5½:½    |
| Tour et Cavalier Belvaux – CE Genève 0:6 |

Półfinały, 12 września 1998
| Beer Sheva Chess Club – Gambit Bonnevoie 4½:1½         |
| KSK Rochade Eupen-Kelmis – SK Rockaden Stockholm 3½:2½ |

O 7. miejsce, 13 września 1998
| Slough Chess Club – Tour et Cavalier Belvaux 3:3 |

O 5. miejsce, 13 września 1998
| HSK Helsinki – CE Genève 2:4 |

O 3. miejsce, 13 września 1998
| Gambit Bonnevoie – SK Rockaden Stockholm 1½:4½ |

Finał, 13 września 1998
| KSK Rochade Eupen-Kelmis – Beer Sheva Chess Club 1½:4½ |

| Msc | Zespół                   | M | W | R | P |
| --- | ------------------------ | - | - | - | - |
| 1   | Beer Sheva Chess Club    | 3 | 3 | 0 | 0 |
| 2   | KSK Rochade Eupen-Kelmis | 3 | 2 | 0 | 1 |
| 3   | SK Rockaden Stockholm    | 3 | 2 | 0 | 1 |
| 4   | Gambit Bonnevoie         | 3 | 1 | 0 | 2 |
| 5   | CE Genève                | 3 | 2 | 0 | 1 |
| 6   | HSK Helsinki             | 3 | 1 | 0 | 2 |
| 7   | Slough Chess Club        | 3 | 1 | 0 | 2 |
| 8   | Tour et Cavalier Belvaux | 3 | 0 | 0 | 3 |

#### Grupa 3
W Lubniewicach. Źródło: OlimpBase
Ćwierćfinały, 18 września 1998
| Stilon Gorzów Wielkopolski – North Belfast Chess Club 6:0 |
| Margiris Kowno – Lustige Vrijpion Leuven 5:1              |
| Pärnu MK wolny los                                        |
| Danko-Donbas Ałczewsk                                     |

O 5. miejsce, 19 września 1998
| Lustige Vrijpion Leuven – North Belfast Chess Club 5½:½ |

Półfinały, 19 września 1998
| Stilon Gorzów Wielkopolski – Danko-Donbas Ałczewsk 3½:2½ |
| Pärnu MK – Margiris Kowno 4½:1½                          |

O 3. miejsce, 20 września 1998
| Danko-Donbas Ałczewsk – Margiris Kowno 5:1 |

Finał, 20 września 1998
| Pärnu MK – Stilon Gorzów Wielkopolski 2½:3½ |

| Msc | Zespół                     | M | W | R | P |
| --- | -------------------------- | - | - | - | - |
| 1   | Stilon Gorzów Wielkopolski | 3 | 3 | 0 | 0 |
| 2   | Pärnu MK                   | 2 | 1 | 0 | 1 |
| 3   | Danko-Donbas Ałczewsk      | 2 | 1 | 0 | 1 |
| 4   | Margiris Kowno             | 3 | 1 | 0 | 2 |
| 5   | Lustige Vrijpion Leuven    | 2 | 1 | 0 | 1 |
| 6   | North Belfast Chess Club   | 2 | 0 | 0 | 2 |

#### Grupa 4
W Narwie. Źródło: OlimpBase
Ćwierćfinały, 23 października 1998
| Oslo SS – Sbierbank-Tatarstan Kazań w/o +-      |
| Ilford Chess Club – Taflfélag Reykjavíkur 2½:3½ |
| Petersburg – Kaissa Narva 4½:1½                 |
| Taflfélagið Hellir wolny los                    |

O 5. miejsce, 25 października 1998
| Kaissa Narva – Ilford Chess Club 5:1 |

Półfinały, 24 października 1998
| Taflfélagið Hellir – Taflfélag Reykjavíkur 2:4 |
| Oslo SS – Petersburg 1:5                       |

O 3. miejsce, 25 października 1998
| Oslo SS – Taflfélagið Hellir 3½:2½ |

Finał, 25 października 1998
| Taflfélag Reykjavíkur – Petersburg 2½:3½ |

| Msc | Zespół                | M | W | R | P |
| --- | --------------------- | - | - | - | - |
| 1   | Petersburg            | 3 | 3 | 0 | 0 |
| 2   | Taflfélag Reykjavíkur | 3 | 2 | 0 | 1 |
| 3   | Oslo SS               | 2 | 1 | 0 | 1 |
| 4   | Taflfélagið Hellir    | 2 | 0 | 0 | 1 |
| 5   | Kaissa Narva          | 2 | 1 | 0 | 1 |
| 6   | Ilford Chess Club     | 2 | 0 | 0 | 2 |

#### Grupa 5
W Senecu. Źródło: OlimpBase
Ćwierćfinały, 18 września 1998
| Radonja Bojović Nikšić – SS Manhem w/o +-                        |
| Polonia PKO BP Warszawa – Randaberg SK 6:0                       |
| Admiral Sparkasse Fürstenfeld – GŠK Mravince-Dalmacijacement 1:5 |
| Slovan Bratysława – Barbican Chess Club 3½:2½                    |

O miejsca 5–8, 19 września 1998
| Randaberg SK – Admiral Sparkasse Fürstenfeld 1½:4½ |
| Barbican Chess Club wolny los                      |

Półfinały, 19 września 1998
| Polonia PKO BP Warszawa – Slovan Bratysława 4:2             |
| GŠK Mravince-Dalmacijacement – Radonja Bojović Nikšić 2½:3½ |

O 5. miejsce, 20 września 1998
| Admiral Sparkasse Fürstenfeld – Barbican Chess Club 4:2 |

O 3. miejsce, 20 września 1998
| Slovan Bratysława – GŠK Mravince-Dalmacijacement 3½:2½ |

Finał, 20 września 1998
| Radonja Bojović Nikšić – Polonia PKO BP Warszawa 1:5 |

| Msc | Zespół                        | M | W | R | P |
| --- | ----------------------------- | - | - | - | - |
| 1   | Polonia PKO BP Warszawa       | 3 | 3 | 0 | 0 |
| 2   | Radonja Bojović Nikšić        | 2 | 1 | 0 | 1 |
| 3   | Slovan Bratysława             | 3 | 2 | 0 | 1 |
| 4   | GŠK Mravince-Dalmacijacement  | 3 | 1 | 0 | 2 |
| 5   | Admiral Sparkasse Fürstenfeld | 3 | 2 | 0 | 1 |
| 6   | Barbican Chess Club           | 2 | 0 | 0 | 2 |
| 7   | Randaberg SK                  | 2 | 0 | 0 | 2 |

#### Grupa 6
W Kršku. Źródło: OlimpBase
Ćwierćfinały, 16 października 1998
| CS Surya Montecatini – K Gentse SRL 4:2                      |
| Goša Smederevska Palanka – CS Clichy ½:5½                    |
| Bosna Sarajewo – Triglav Krško 4:2                           |
| Abergavenny Chess Club – SAP DEI Makedonías – Thrákis w/o +- |

O miejsca 5–8, 17 października 1998
| K Gentse SRL – Goša Smederevska Palanka 3½:2½ |
| Triglav Krško wolny los                       |

Półfinały, 17 października 1998
| CS Clichy – CS Surya Montecatini 4:2         |
| Bosna Sarajewo – Abergavenny Chess Club 5½:½ |

O 5. miejsce, 18 października 1998
| Triglav Krško – K Gentse SRL 5:1 |

O 3. miejsce, 18 października 1998
| Abergavenny Chess Club – CS Surya Montecatini 0:6 |

Finał, 18 października 1998
| CS Clichy – Bosna Sarajewo 1½:4½ |

| Msc | Zespół                   | M | W | R | P |
| --- | ------------------------ | - | - | - | - |
| 1   | Bosna Sarajewo           | 3 | 3 | 0 | 0 |
| 2   | CS Clichy                | 3 | 2 | 0 | 1 |
| 3   | CS Surya Montecatini     | 3 | 2 | 0 | 1 |
| 4   | Abergavenny Chess Club   | 2 | 0 | 0 | 2 |
| 5   | Triglav Krško            | 2 | 1 | 0 | 1 |
| 6   | K Gentse SRL             | 3 | 1 | 0 | 2 |
| 7   | Goša Smederevska Palanka | 2 | 0 | 0 | 2 |

#### Grupa 7
W Belgradzie. Źródło: OlimpBase
Półfinały, 8 listopada 1998
| Elicur Petach Tikwa – Bestex Nowe Zamki 5:1       |
| Agrouniverzal Zemun – Kalijszczik Soligorsk 3½:2½ |

Finał, 9 listopada 1998
| Agrouniverzal Zemun – Elicur Petach Tikwa 3:3 |

| Msc | Zespół                | M | W | R | P |
| --- | --------------------- | - | - | - | - |
| 1   | Elicur Petach Tikwa   | 2 | 2 | 0 | 0 |
| 2   | Agrouniverzal Zemun   | 2 | 1 | 0 | 1 |
| 3   | Bestex Nowe Zamki     | 1 | 0 | 0 | 1 |
| =   | Kalijszczik Soligorsk | 1 | 0 | 0 | 1 |

### Faza finałowa
W Belgradzie. Źródło: OlimpBase

#### Ćwierćfinały
11 stycznia 1999
| Elicur Petach Tikwa – Panfox Breda 2½:3½            |
| Beer Sheva Chess Club – Petersburg 4½:1½            |
| Polonia PKO BP Warszawa – Agrouniverzal Zemun 3½:2½ |
| Stilon Gorzów Wielkopolski – Bosna Sarajewo 2½:3½   |

#### O miejsca 5–8
12 stycznia 1999
| Stilon Gorzów Wielkopolski – Elicur Petach Tikwa 2½:3½ |
| Petersburg – Agrouniverzal Zemun 2:4                   |

#### Półfinały
12 stycznia 1999
| Panfox Breda – Bosna Sarajewo 5:1                   |
| Polonia PKO BP Warszawa – Beer Sheva Chess Club 4:2 |

#### O 7. miejsce
13 stycznia 1999
| Petersburg – Stilon Gorzów Wielkopolski 4½:1½ |

#### O 5. miejsce
13 stycznia 1999
| Agrouniverzal Zemun – Elicur Petach Tikwa 4:2 |

#### O 3. miejsce
13 stycznia 1999
| Bosna Sarajewo – Beer Sheva Chess Club 2:4 |

#### Finał
13 stycznia 1999
| Panfox Breda – Polonia PKO BP Warszawa 3½:2½ |

1. Loek van Wely – Aleksiej Szyrow ½:½
2. Jan Timman – Lembit Oll ½:½
3. Michael Adams – Eduardas Rozentalis 1:0
4. Joël Lautier – Jacek Gdański ½:½
5. Michaił Gurewicz – Bartłomiej Macieja 1:0
6. Rafajel Wahanian – Bartosz Soćko 0:1

#### Klasyfikacja
| Msc | Zespół                     | M | W | R | P |
| --- | -------------------------- | - | - | - | - |
| 1   | Panfox Breda               | 3 | 3 | 0 | 0 |
| 2   | Polonia PKO BP Warszawa    | 3 | 2 | 0 | 1 |
| 3   | Beer Sheva Chess Club      | 3 | 2 | 0 | 1 |
| 4   | Bosna Sarajewo             | 3 | 1 | 0 | 2 |
| 5   | Agrouniverzal Zemun        | 3 | 2 | 0 | 1 |
| 6   | Elicur Petach Tikwa        | 3 | 1 | 0 | 2 |
| 7   | Petersburg                 | 3 | 1 | 0 | 2 |
| 8   | Stilon Gorzów Wielkopolski | 3 | 0 | 0 | 3 |